# 鄭柏林
鄭柏林（1985年5月22日—，暱稱小柏林、柏林仔），前香港童星，當時其「冬菇頭」髮型深入民心。鄭通曉粵語、普通話及英語，於香港大學生物科技系畢業後，先後加入聖約翰救傷隊及香港警務處，現時為警察警司。2019年被指於與香港反對逃犯條例修訂草案運動相關的示威活動中對示威者過份使用武力，引起大眾的關注和討論。

## 簡歷
1989年11月，4歲的鄭柏林代表香港市民向訪問香港的查理斯王子和戴安娜王妃獻花。
1989年至1993年，鄭柏林參與演出香港電台的《親親孩子天》、《柏林週記》 等電視劇，以「冬菇頭」和小酒窩形象成名。於1990年代，鄭柏林參與演出多部香港電影，包括《小飛俠》、《踢到寶》、《一咬OK》、《契媽唔易做》、《追日者》、《帶子洪郎》及《愛的世界》等。他曾經與梁朝偉、黃秋生和曾志偉等多位香港演員合作。1990年，鄭柏林與另一位童星黃坤玄同憑《愛的世界》獲得第35屆亞太影展最佳童星獎。
中學時期，鄭柏林就讀於喇沙書院，中五會考取得24分，成功在原校升讀中學六年級理科，主修化學、生物及物理。2007年於香港大學生物科技系畢業；畢業後成功投考加入聖約翰救傷隊，2007年8月6日投考成功成為香港警務處見習督察，於2008年4月12日在香港警察學院畢業。
2012年12月15日，鄭柏林與拍拖兩年的女友劉律心（Yvonne）結婚，並且穿上警察禮服舉行婚禮。 現育有一子。

## 軼事
鄭柏林曾經揚言希望當醫生，然而成績規限而未能於大學修讀醫科，對生物科技亦沒有太大興趣，期間又有參與聖約翰救傷隊服務，認為醫生及警察都能夠幫助別人，工作性質別具意義，亦富有挑戰性，希望可以挑戰自我，故此於畢業後嘗試投身警察職業。他又指出，其過往的演藝經驗，有助於他勇於表達自己，溝通能夠會較流暢。對於在長大後未有繼續演出，他表示他於3歲開始演出，有10多年演出經驗，在多方面都曾經有嘗試，待在娛樂圈久了，興趣已經減退。現時已經尋找到其他方面的興趣，故此於其他的方向發展。

## 爭議事件
2019年7月14日，網民從沙田反修例遊行的新聞直播片段中，發現一名貌似鄭柏林的警員，於沙田新城市廣場拘捕已經倒在地上的香港眾志成員朱恩浩期間，在對方沒有任何反抗的情況下，以180度拗曲其手腕，引起大眾的關注和討論，認為新聞片段中的警員濫權和過份使用武力，其後有傳媒欲致電鄭柏林求證，卻遭掛斷來電，而香港政府電話簿網頁亦刪除了鄭柏林的辦公室電話和電郵資料，有網民和媒體認為此舉變相承認新聞片段中的警員是鄭柏林本人，並對此感到憤怒和失望，有網民將有關的新聞截圖及鄭柏林的肖像，張貼於香港大學宿舍、連儂牆及美國紐約的地鐵月台，以示不滿，有親中媒體認為此舉是侮辱警員的行為，香港時事評論員黃世澤則認為鄭柏林以酷刑對待示威者，涉嫌干犯國際公約罪行──酷刑罪。

## 演出

### 電影
- 1990年：三人新世界
- 1990年：一咬OK
- 1990年：愛的世界
- 1990年：太陽之子（臺譯：靈界風雲）
- 1991年：富貴吉祥
- 1991年：帶子洪郎
- 1991年：契媽唔易做
- 1992年：踢到寶
- 1992年：92霸王花與霸王花
- 1993年：走佬威龍
- 1995年：小飛俠

### 電視劇（香港電台）
- 1989年：親親孩子天
- 1990至1993年：柏林週記
- 1993年：CYC家族

### 電視劇（無綫電視）
- 1993年：龍兄鼠弟
- 1995年：總有出頭天

### 電視劇（亞洲電視）
- 1996年：殭屍道長II

### 綜藝節目（香港電台）
- 1995年：群星匯正音

## 其他

### 廣告
- 1987年：公仔點心
- 1991年：阿波羅雪糕
- 1991年：美素樂奶粉
- 1992年：Karl Muller 鋼琴
- 1993年：反斗星

### 獨唱歌曲
- 〈點解〉

### 合唱歌曲
- 〈問到尾〉（與關正傑合唱；《柏林週記》主題曲）
- 〈萬個夢兒〉（與周慧敏合唱；《CYC家族》主題曲）